# Gymnaspis sclerosa
Gymnaspis sclerosa är en insektsart som beskrevs av Abraham Munting 1968. Gymnaspis sclerosa ingår i släktet Gymnaspis och familjen pansarsköldlöss. Inga underarter finns listade i Catalogue of Life.